# Represa Aqua Vermelha
Represa Aqua Vermelha är en reservoar i Brasilien. Den ligger i den södra delen av landet, 500 km sydväst om huvudstaden Brasília. Represa Aqua Vermelha ligger 379 meter över havet.
Omgivningarna runt Represa Aqua Vermelha är en mosaik av jordbruksmark och naturlig växtlighet. Runt Represa Aqua Vermelha är det glesbefolkat, med 16 invånare per kvadratkilometer.